# 이넌 (오하이오주)

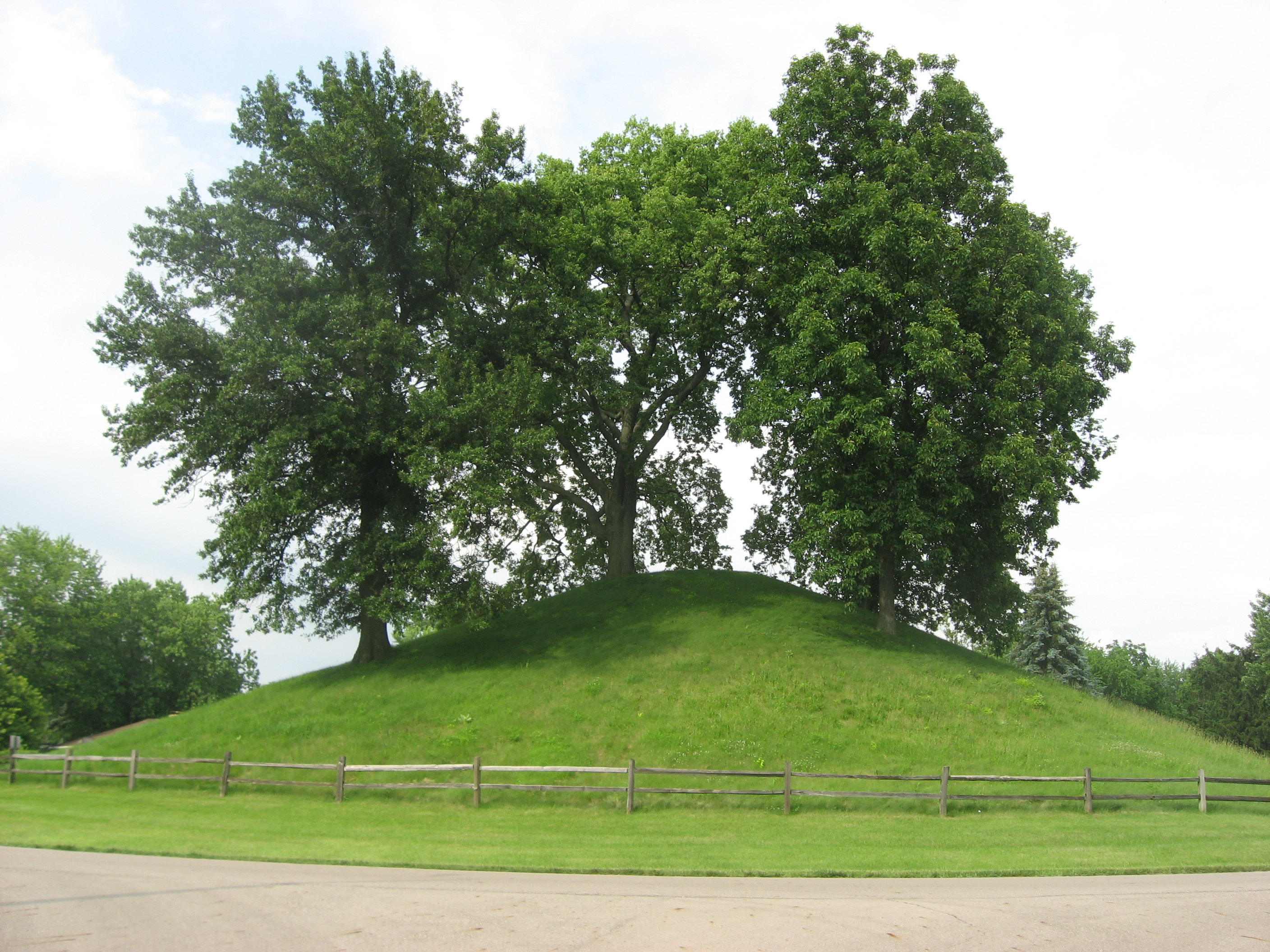

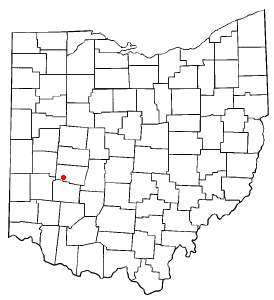
이넌의 위치

이넌(Enon)은 미국 오하이오주 클라크군의 빌리지이다. 2010년 인구 조사 기준으로 이 지역의 인구 수는 2,415명이다. 오하이오주 스프링필드 인구 통계 구역의 일부이다.
이넌은 스피드웨이 주유소 체인의 본사가 위치한 장소이다.

## 인구
| 인구조사              | 인구  | Note  | %±     |
| --------------------- | ----- | ----- | ------ |
| 1850년                | 294   |       | —      |
| 1860년                | 659   |       | 124.1% |
| 1880년                | 362   |       | —      |
| 1890년                | 331   |       | −8.6%  |
| 1900년                | 295   |       | −10.9% |
| 1910년                | 249   |       | −15.6% |
| 1920년                | 241   |       | −3.2%  |
| 1930년                | 280   |       | 16.2%  |
| 1940년                | 281   |       | 0.4%   |
| 1950년                | 462   |       | 64.4%  |
| 1960년                | 1,227 |       | 165.6% |
| 1970년                | 1,929 |       | 57.2%  |
| 1980년                | 2,597 |       | 34.6%  |
| 1990년                | 2,605 |       | 0.3%   |
| 2000년                | 2,638 |       | 1.3%   |
| 2010년                | 2,415 |       | −8.5%  |
| 2019 (추산)           | 2,386 | [ 1 ] | −1.2%  |
| U.S. Decennial Census |       |       |        |